# Resolution 267 des UN-Sicherheitsrates
Die Resolution 267 des UN-Sicherheitsrates wurde am 3. Juli 1969 einstimmig mit 15 zu Null Stimmen verabschiedet.
Die Resolution ruft Israel dazu auf, Maßnahmen, die der Annexion Ost-Jerusalems durch Israel dienen, rückgängig zu machen. Der Sicherheitsrat fasste des Weiteren den Beschluss, wieder zusammenzukommen und weitere Maßnahmen zu diskutieren, falls Israel auf den Beschluss ablehnend oder gar nicht reagieren sollte.